# WPIX
WPIX, en el canal 11, es una estación de televisión de Nueva York. Es propiedad de Mission Broadcasting, la cual construyó y lanzó la señal al aire, y además sirve como estación principal de The CW. La señal de la estación cubre el área tri-estatal metropolitana de Nueva York y WPIX también es disponible como superestación regional vía satélite y cable en los Estados Unidos, Canadá y Latinoamérica.

## Historia

### Estación independiente

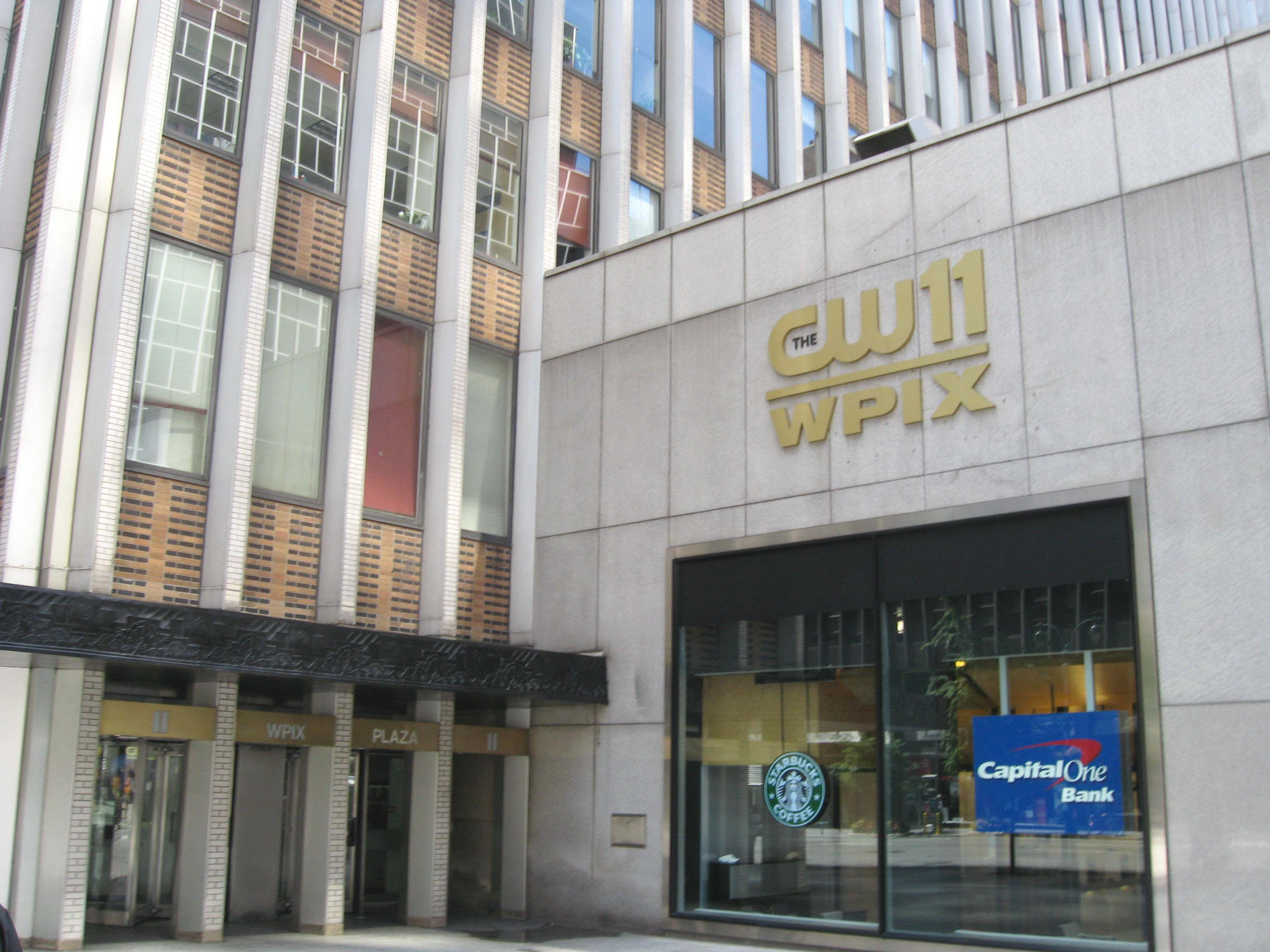
Edificio WPIX Plaza, sede de las oficinas y estudios del canal.

WPIX hizo su debut al aire el 15 de junio de 1948, como la quinta estación televisiva de Nueva York y la segunda señal independiente. También fue la segunda de las tres estaciones en salir al aire en el mercado de Nueva York durante 1948, un mes después del canal independiente WATV (canal 13, actual WNET), con sede en Newark; y dos meses antes de WJZ-TV (canal 7, actual WABC-TV), propiedad de ABC.
Al igual que su estación hermana por largo tiempo, WGN-TV en Chicago (la cual salió al aire en abril de 1948), la sigla de WPIX vienen del eslogan del periódico que fundó dicho canal -- en este caso, era el New York Daily News, cuya frase era "New York's Picture Newspaper". Tanto el periódico como la estación eran propiedad de Tribune Company. Hasta la actualidad, los estudios y oficinas de WPIX están ubicados en el Edificio Daily News, en la esquina de la Second Avenue y la East 42nd Street (también llamado "11 WPIX Plaza") en el centro de Manhattan. En sus primeros años, WPIX también tenía otro estudio (llamado "Studio Five") ubicado en 110 Central Park South, donde se producían los programas con público en el estudio.
A inicios de los años 90, WPIX era operada separadamente de las otras estaciones de radio y televisión a través de la licencia en manos del Daily News, WPIX, Incorporated, la cual en 1963 compró la radioemisora neoyorquina WBFM (101.9 MHz). El Daily News pronto cambió la sigla de la radioemisora a WPIX-FM, y en 1988, la estación se convirtió en WQCD. Las dos estaciones fueron separadas del Daily News en 1991, cuando el empresario británico Robert Maxwell compró el periódico. Tribune mantuvo WPIX y WQCD, y la radioemisora fue vendida a Emmis Communications en 1997 (actualmente es WRXP).
WPIX emitía programación estándar para ser una estación independiente: películas, repeticiones de programas sindicados en las cadenas, programación de asuntos públicos, programas religiosos, y deportes -- específicamente, del equipo de béisbol de los New York Yankees, del cual WPIX emitió sus partidos entre 1951 y 1998. En varias ocasiones, WPIX también emitió los partidos de béisbol de los New York Giants, los encuentros de fútbol americano de los New York Giants y los New York Jets, partidos de hockey de los New York Rangers y encuentros de básquetbol universitario. Sin embargo, fue por la cobertura del béisbol de los Yankees que la audiencia de WPIX fue considerable.
Para varias generaciones de niños neoyorquinos, el canal 11 fue también el hogar de memorables personalidades. En 1955, Joe Bolton, un miembro del personal de WPIX que había sido pronosticador del tiempo en el departamento de prensa del canal, se colocó un uniforme de policía y se convirtió en "Officer Joe" (en español: Oficial Joe), presentando varios programas basados en las películas Little Rascals y Three Stooges, y después los cortos animados de Popeye. Otra personalidad destacada de WPIX, Jack McCarthy, también presentaba las caricaturas de Popeye y Dick Tracy como "Captain Jack" a inicios de los años 60, a pesar de que era más conocido entre los adultos por ser el anfitrión de la cobertura especial de la Marcha del Día de San Patricio, desde 1949 a 1992. WPIX emitió una versión local de Bozo the Clown (con Bill Britten en el personaje) entre 1959 y 1964, y el cómico Chuck McCann también condujo un programa a mediados de los años 60 antes de trasladarse a Hollywood. El canal 11 posteriormente produjo la serie Magic Garden, la cual se emitió en la estación entre 1972 y 1984.
Desde sus primeros años hasta los años 60, WPIX, al igual que los otros dos grandes canales independientes de Nueva York (WOR-TV (actual WWOR-TV) de RKO General y WNEW-TV (actual WNYW) de Metromedia) comenzaron a adquirir otros programas. A inicios de los años 70, WPIX fue la segunda estación independiente más vista en Nueva York, detrás de WNEW-TV. Ofrecía una amplia selección programática que incluía caricaturas, comedias de situaciones, dramas, una gran biblioteca de películas, y el béisbol de los Yankees. Se identificaba en el aire como 11 Alive desde septiembre de 1977 hasta 1986, un eslogan hecho popular por estaciones como WXIA-TV de Atlanta, Georgia, la cual comenzó a utilizar el 11Alive desde septiembre de 1976 hasta la actualidad.
WPIX sufrió bajas en la audiencia a fines de los años 80 e inicios de los años 90. Durante este período, WNYW (ahora parte de Fox) y una renaciente WWOR, entonces adquirida por MCA/Universal, relegaron a WPIX al sexto lugar de las estaciones más vistas en la banda VHF en Nueva York. Luego de que un nuevo gerente general, Michael Eigner, fuera transferido a WPIX desde la estación hermana en Los Ángeles, KTLA, en 1989, la estación sufrió nuevos giros que resultaron en el retorno de WPIX al primer lugar en las estaciones independientes del mercado televisivo de Nueva York. En 1994, la estación se convirtió en el canal oficial de la Maratón de Nueva York, emitiendo el evento por los siguientes cinco años.

### Afiliación a The WB
En enero de 1995, WPIX se convirtió en una afiliada de la naciente WB Television Network. Dado que Tribune poseía el 12,5 por ciento de la compañía Warner Brothers en 1995 y posteriormente el 22 por ciento, el canal 11 a menudo era señalado como la estación principal de The WB, aunque esta denominación era sólo a nivel ejecutivo y nunca se presentó como tal en pantalla. La división de televisión de Time Warner poseía la mayoría de The WB, y la programación era distribuida desde las dependencias de Warner Brothers en Los Ángeles.
Dado que la cadena WB y la programación sindicada (como por ejemplo, Maury, Judge Mathis, y The Jerry Springer Show) se hicieron más prominentes en los horarios del canal 11, la mayoría programas de interés local comenzaron a desaparecer. WPIX fue también el canal oficial de los desfiles del Día de San Patricio, el Día Nacional de Puerto Rico y el Día de la Raza, además del espectáculo de fuegos artificiales del 4 de julio, organizado por la tienda Macy's. Junto con la Maratón de Nueva York, estos eventos se trasladaron a WNBC-TV, y la maratón y el espectáculo de Macy's son emitidos actualmente en la cadena NBC.
WPIX perdió los derechos de transmisión abierta de los Yankees en beneficio de WNYW desde la temporada de 1998. En 1999, la estación los reemplazó con los partidos de los New York Mets, los cuales hasta ese año había sido emitidos por TV ininterrumpidamente por WOR/WWOR. Irónicamente, comenzando en 2005, las emisiones abiertas de los Yankees fueron emitidas por WWOR, como respuesta de lo que WPIX hizo con los Mets.
En los últimos años, WPIX ha revivido The Yule Log, un programa especial de fiestas de fin de año que combina música de Navidad con un filme sinfín de troncos ardiendo dentro de una chimenea. La filmación fue realizada en la temporada navideña de 1966 y muestra una hoguera ardiendo en la chimenea de la residencia oficial del alcalde neoyorquino, denominada Gracie Mansion; fue realizada con la cooperación del entonces Alcalde, John Lindsay. The Yule Log se emitía en la víspera de Navidad y/o la mañana de Navidad, inicialmente desde 1966 hasta 1989, y la respuesta del público lo trajo de vuelta en 2001. La reposición de The Yule Log ha sido tan popular, que otras estaciones en manos de Tribune han emitido la versión de WPIX, completa y con su audio original, en los últimos años. El canal 11 también emite la transmisión en vivo de la congregación de gente que acude a la Catedral de San Patricio en vísperas de Navidad.
Dado que la programación infantil comenzó a desaparecer de la televisión de señal abierta para trasladarse al cable y satélite, The WB eliminó su bloque matinal de dibujos animados en 2000, dejando aquel espacio libre para que las estaciones locales emitan su propia programación. El 5 de junio de ese año, WPIX lanzó WB 11 Morning News (actual PIX Morning News), el cual ha crecido para conquistar el área ya consolidada de programas matinales. La estación continuó emitiendo dibujos animados los sábados en la mañana en el bloque Kids WB hasta el 17 de mayo de 2008, cuando fue comprado por 4Kids Entertainment, pero el bloque de dibujos animados en la tarde fue descontinuado el 30 de diciembre de 2005.
El 11 de septiembre de 2001, la planta de transmisora de WPIX, así como las de otras ocho estaciones televisivas de Nueva York y varias radioemisoras fueron destruidas cuando dos aviones secuestrados chocaron dentro y destruyeron las Torres Gemelas del World Trade Center. El ingeniero del canal, Steve Jacobson, estuvo entre los desaparecidos en la tragedia. El satélite alimentador de WPIX congeló la última imagen recibida desde la antena del WTC, que mostraba las Torres Gemelas en llamas; la imagen se mantuvo en la pantalla por gran parte del día hasta que se iniciaron las transmisiones alternativas vía microondas. Desde aquel acontecimiento, WPIX transmite su señal desde el edificio Empire State.

### Afiliación a The CW
El 24 de enero de 2006, las cadenas The WB y UPN anunciaron que se fusionarían para crear The CW Television Network, nombrada así por sus padres corporativos CBS (la compañía dueña de UPN) y Warner Bros. Television. La nueva cadena firmó un acuerdo de afiliación de 10 años con la mayoría de las estaciones de The WB pertenecientes a Tribune, incluyendo WPIX. A diferencia de su relación con The WB, Tribune no tenía ningún interés en The CW
En el verano de 2006, WPIX comenzó la transición a The CW revelando su nuevo nombre publicitario, CW 11, con promos al aire, "moscas" en la pantalla, y una campaña de publicidad en exteriores. WPIX fue oficialmente renombrada publicitariamente como CW 11 el 17 de septiembre de 2006, el día antes de que The CW fuera lanzado oficialmente a nivel nacional. La transición comenzó con el noticiero de las 10 PM, el cual fue emitido al finalizar la última noche de programación de The WB. Antes del noticiero, la estación emitió un videomontaje de los logotipos antiguos de WPIX, comenzando con la carta de ajuste de 1948 y finalizando con la presentación oficial del nuevo logotipo de CW 11.
El 2 de abril de 2007, el inversionista de Chicago, Sam Zell, anunció los planes de comprar Tribune Company. El trato se completó el 20 de diciembre de 2007. Antes de cerrar el trato, WPIX era la única estación televisiva comercial de Nueva York que nunca había estado involucrada en una transacción comercial.
El 26 de abril de 2008, WPIX comenzó la emisión de sus noticieros en alta definición, convirtiéndose en la cuarta estación televisiva de Nueva York en realizar aquel cambio.

## Televisión digital
La señal digital de la estación está multiplexada:
WPIX transmite en el canal digital 11.
Canales digitales
| Canal | Vídeo | Aspecto | Nombre  | Programación               |
| ----- | ----- | ------- | ------- | -------------------------- |
| 11.1  | 1080i | 16:9    | PIX 11  | Programación de WPIX/CW    |
| 11.2  | 480i  | 4:3     | Antenna | Programación de Antenna TV |
| 11.3  | 480i  | 16:9    | CourtTV | Programación de Court TV   |
| 11.4  | 480i  | 16:9    | REWTV   | Programación de Rewind TV  |

### Conversión analógica a digital
Luego de la transición a la TV digital en Estados Unidos, agendada para el 12 de junio de 2009, la señal digital de WPIX se trasladaría al canal 11.

## Noticieros

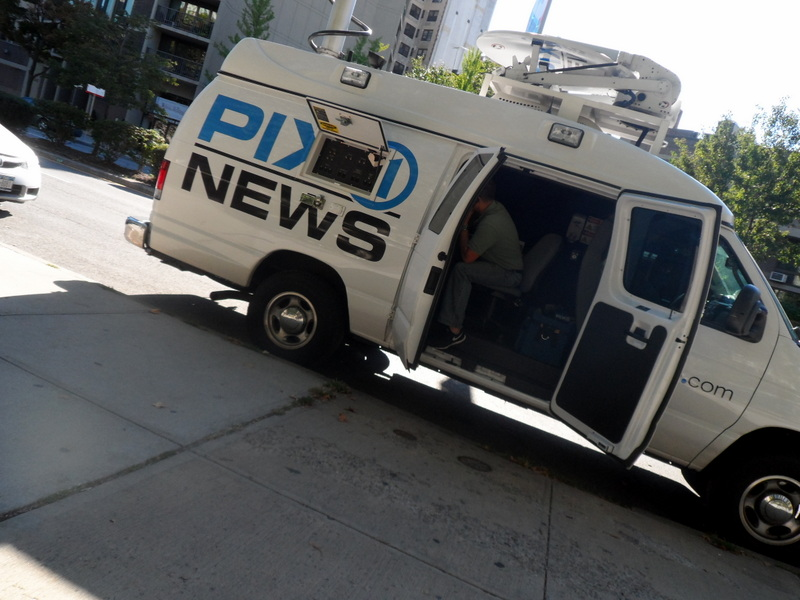
Camioneta de transmisión remota de WPIX.

Las noticias han jugado un rol importante en la historia de WPIX desde sus inicios. Como la mayoría de las estaciones lo hacía a finales de los años 40 e inicios de los 50, WPIX emitía cobertura fílmica de eventos noticiosos. El primer noticiero de la estación, denominado TelePIX Newsreel, fue el primero en Nueva York que consistía completamente de notas filmadas.
WPIX también produjo muchos filmes documentales noticiosos durante los años 50 y 60 a través de su área de producción denominada WPIX International. Algunas de sus producciones incluyeron The Secret Life of Adolf Hitler (en español: La vida secreta de Adolf Hitler), Cuba, Castro and Communism (en español: Cuba, Castro y Comunismo), y The Most Powerful Woman of the Century (en español: La mujer más poderosa del siglo), un perfil de Eva Perón. WPIX también cubrió ampliamente el naufragio del SS Andrea Doria en 1956.
Entre 1974 y 1984, WPIX utilizó el formato de Action News para sus noticieros locales, junto con su tema musical, Move Closer to Your World. Un noticiero de media hora se emitía a las 7:30 PM, y un programa de una hora (en algunas veces también era de media hora) era emitido a las 10 PM.
Desde junio de 1980 hasta junio de 1990, WPIX produjo y sindicó Independent Network News (INN), una noticiero nacional para estaciones independientes. El programa era presentado por los mismos lectores de noticias que trabajaban en los noticieros locales de WPIX. El canal también transmitía en vivo los programas nacionales de las noches de semana a las 9:30 PM (Hora del Este).
Como parte de la expansión de mediodía de INN que comenzó en 1981, el canal 11 también experimentó con un noticiero a las 12:30 PM, copresentado por Marvin Scott. Durante la década, WPIX también ofrecía los afiliados a INN The Wall Street Journal Report, un programa dedicado a los negocios; y From the Editor's Desk, un programa de noticias dominical conducido por Richard D. Heffner, anfitrión del programa de asuntos públicos The Open Mind.
WPIX fue también famoso por sus editoriales emitidos después de las noticias entre 1969 y 1995, los cuales eran hablados por Richard N. Hughes, el vicepresidente de operaciones de noticias de la estación. Sus editoriales terminaban con la famosa frase: "What's your opinion? We'd like to know." (en español: ¿Cuál es su opinión? Nos gustaría saberla) Periódicamente, se leían extractos de cartas del público en respuesta a las editoriales, invariablemente cerrando cada extracto diciendo: "And that ends that quote." (en español: Y aquí termina esta cita)
La estación eliminó Action News en 1984 y renombró sus programas como The Independent News. En 1986, el noticiero nacional INN, el cual estaba dentro del programa de las 10 PM, fue renombrado USA Tonight, mientras que el programa de las 7:30 PM mantuvo el nombre Independent News. Cuando INN fue cancelado, el programa de las 7:30 terminó definitivamente, con WIPX ahora enfocado en el programa de las 10:00.
A través de los años, el canal 11 ganó muchos premios por sus noticieros, y fue la primera estación independiente en ganar un Emmy del área de Nueva York por noticiero destacado, primero ganado la estatuilla en 1979 y volviendo a ganarla en 1983. Esto fue un espaldarazo para un departamento de prensa que fue acusado de falsificar reportes noticiosos a fines de los años 60, como por ejemplo el haber etiquetado unas notas filmadas como "vía satélite", y diciendo un reporte telefónico que estaba en vivo desde Praga cuando, en realidad, estaba hecho desde un teléfono público en Manhattan. Como resultado, un grupo denominado Forum Communications (encabezado por el futuro presidente de noticias de PBS y NBC, Lawrence Grossman) logró que la FCC pusiera en tela de juicio la licencia de WPIX Inc. para operar el canal 11, pero después de años de litigación, WPIX y el Daily News ganaron la disputa en 1979.
El 1 de diciembre de 2008, junto con el nuevo logotipo del canal, los noticieros de WPIX fueron renombrados como PIX Morning News y PIX News at Ten. La sigla PIX se pronuncia tal cual se escribe.

### Personalidades actuales

#### Presentadores
- Sukanya Krishnan - días de semana 7-9 a. m.
- Tiffany McElroy - días de semana 4:30-7 a. m.
- John Muller - días de semana 7-9 a. m.
- Mary Murphy - fines de semana 10 p. m.
- Peter Thorne - fines de semana 10 p. m.
- Kaity Tong - noches de semana 10 p. m.
- Craig Treadway - días de semana 4:30-7 a. m.
- Jim Watkins - noches de semana 10 p. m.

#### El tiempo
- Linda Church - días de semana en la mañana
- Irv Gikofsky - meteorólogo jefe / noches de semana
- Chris Knowles - fines de semana

#### Deportes
- Lolita López - fines de semana
- Glenn Petraitis - reportero / presentador de reemplazo en deportes

#### Reporteros
| - Kristina Behr - tráfico, PIX Morning News - Karen Castillo - Arthur Chi'en - Patricia Del Río - PIX Morning News - Tamsen Fadal - PIX Morning News - James Ford - PIX Morning News - Emily Frances - PIX Morning News - Chris Glorioso - Allison Haunss - Cathy Hobbs - Rob Hoell (Oficina de Long Island) - Larry Hoff - PIX Morning News - Allison Kaden - Ellyn Marks - Lisa Mateo - tráfico, PIX Morning News - Jill Nicolini - tráfico, PIX Morning News - Christina Penza - Steve Salvatore - ciencia y salud - Marvin Scott - Michelle Steele - Howard Thompson - sección "Help Me Howard" - Glenn Thomson (Oficina del Condado de Westchester) - Katy Tur - Vanessa Tyler (Oficina de Nueva Jersey) |

### Personalidades del pasado
| - John Aubuchon - Bill Biery () - Paul Bloom - Joseph Reeves Bolton III - Steve Bosh - Dave Browde ( Archivado el 7 de mayo de 2009 en Wayback Machine.) - Jack Cafferty - Jason Carroll - Frank Casey - Marysol Castro - Pamela Chan - Julie Chang - Joe Cioffi - Jamie Colby - Kristin Cole - Alyssa Coleman - Connie Collins - Jill Conway - Barry Cunningham - Morton Dean - Bill Delaney - Vince DeMentri - Jonathan Dienst - George J. Durna - Christy Ferer - Mat García - Beth Gehn - Jerry Girard - Rosemary Gómez - Don Gould - Bob Grant - Donna Hanover | - Joe Harper - Pat Harper - Bob Harris - Karen Hasby - Brad Holbrook - Marc Howard - Richard N. Hughes - Colleen Hunt - Jackie Hyland - Tasha Jamerson - Bill Jorgensen - Jeff Kamen - Kevin Kennedy - Sean Kimerling - Catherine Kinley - Polly Kreisman - Kip Lewis - Doris Lily - Bill Littauer - Pauline Liu - Lynda López - Patricia López - Ralph Lowenstein () - Jeffrey Lyons - Tim Malloy - Sal Marchiano - Rex Marshall - Chuck McCann () - Jack McCarthy | - Ed Miller - Ashley Morrison - Melinda Murphy - Lee Nelson - Terry Katz Nelson - Gloria Okon - Thalia Patillo - Nicole Pedellini - Julian Phillips - Debra Quintana - Sally Jessy Raphael - Dr. Mike Rosen - Tim Ryan - George Scharmen - Drew Scott - Toni Senecal - Eric Shawn - Joya Sherrill - Stephani Shelton - Patti Smith-Barrett - Mary Snow - Radamas Soto - Paul Speling - Sheila Stainback - Roger Stern - Ed Sullivan - David Susskind - John Tillman - Roberto Tirado - Lynne White - Kristy Witker - Patricia Wu |

### Nombres del noticiero
- TelePIX (1948-1960)
- Harper News (1960-1963)
- News Pulse (1963-1965)
- 24 Hours (1965-1974)
- Channel 11 News (1974-1977)
- Action News (1977-1980)
- Independent Network News (1980-1984, junto con Action News)
- INN: The Independent News (1984-1997)
- USA Tonight (1984-1985)
- New York Tonight (1985-1987)
- Channel 11 News (1987-2000)
- WB11 News (2000-2006)
- CW11 News (2006-2008)
- PIX News (2008-Present)

## Asuntos públicos y eventos especiales
Además de sus noticieros, WPIX era líder en programas de asuntos públicos y programación de eventos especiales, inspirados en sus raíces con el Daily News. En sus inicios, ofrecía el primer programa que otorgaba una mirada a fondo al gobierno de la ciudad de Nueva York, llamado City Hall. El presentador de programas infantiles de WPIX, Jack McCarthy, también entregaba la cobertura del desfile del Día de San Patricio, y la estación posteriormente agregó los desfiles del Día de la Raza y el Día Nacional de Puerto Rico a su programación anual. Tiempo después, la estación produjo Essence, un programa de TV basado en la revista Essence y presentado por la redactora jefe de la publicación, Susan L. Taylor.
El anfitrión de Editor's Desk, Richard Heffner, era y aún es el presentador del programas de entrevistas The Open Mind, el cual era producido por el canal 11 (y además es emitido en las estaciones de PBS) antes de trasladarse a otros estudios en Nueva York.

## Logotipos
El famoso logotipo de WPIX, denominado Circle 11 fue presentado en 1969, cuando en una marquesina del estadio de los New York Yankees apareció una publicidad de WPIX con el logotipo que consistía de un círculo y dos rectángulos paralelos asemejando el número 11. Poseía un gran parecido a las Torres Gemelas del World Trade Center, aun cuando éstas se terminaron de construir recién en 1973.
La estación eliminó el Circle 11 cuando adoptó la frase 11 Alive en septiembre de 1976 (a pesar de que continuó apareciendo durante los editoriales de la estación hasta alrededor de 1982), pero reincorporó el Circle 11 dentro de la marca 11 Alive en 1984. El logotipo Circle 11 volvió a tiempo completo en el otoño de 1986. Su relanzamiento incluyó una serie de promociones humorísticas en las cuales un empleado ficticio del canal, llamado "Henry Tillman", estaba buscando una "gran idea", de algo que exista sólo en Nueva York para que sea el símbolo perfecto de WPIX. El gag en estos comerciales era el hecho de que Tillman estaba constantemente rodeado de objetos que asemejaban a un gran número once (y que él no descubría en aquellos), destacando notablemente las Torres Gemelas del World Trade Center.
La estación revisó su apariencia cuando presentó un estilizado logotipo 11 durante la transmisión en WPIX de la Maratón de Nueva York de 1994. La nueva apariencia del número eventualmente se convirtió en el logotipo de tiempo completo, presentado después con el logo de WB cuando la estación se convirtió en afiliada de The WB en 1995.
El logotipo CW 11 fue primero usado en las promociones y generadores de caracteres que anunciaban el inminente cambio a The CW, y fue usado por primera vez como un logotipo de tiempo completo en el noticiero de las 10 PM del 17 de septiembre de 2006. El noticiero fue precedido por una gráfica de todos los logotipos de WPIX a través de los años, finalizando con el logo CW 11.
El logotipo CW 11 fue reemplazado con una versión modernizada del Circle 11 de WPIX que aparecía en la era de afiliación a The WB, en la que la figura del número "11" aparecía en trazos finos dentro del círculo. La estación comenzó una transición gradual a mediados de 2008 incluyendo el nuevo logotipo en las publicidades de programas. La estación presentó el nuevo logotipo en un programa especial de media hora, previo al partido de fútbol americano de los New York Jets el 13 de noviembre de 2008. Dicha transición se completó el 1 de diciembre de 2008. El logo de The CW aún es utilizado en un estilo similar al logotipo de KTLA, junto al logotipo Circle 11 y usado primariamente para publicitar los programas de The CW.
WPIX11.svg